# Sodales Titii
I Sodales Titii o Sacerdotes Titii o Titii erano un collegio sacerdotale della Roma monarchica. 

## Storia
La loro origine viene fatta risalire a Tito Tazio che li avrebbe creati per preservare i riti sabini  o a Romolo per tramandare il culto di Tito Tazio divinizzato.
Durante l'età repubblicana non vengono menzionati. Probabilmente le conquiste e i contatti con altri popoli ha ridimensionato il loro culto fino a farlo scomparire a vantaggio di altri.
Durante l'impero Tiberio restaurò il loro collegio col nome di Sodales Augustales e incaricandoli di tramandare il culto del Divo Augusto.